# Petr Sostřonek
Petr Sostřonek (* 18. února 1960) je český fotbalový trenér a bývalý brankář.

## Hráčská kariéra
Nejvýše působil ve II. lize, v níž chytal za TŽ Třinec a VP Frýdek-Místek. Poté působil kromě Třince ještě v klubech FK Baník Albrechtice, Slovan Horní Žukov, TJ Bystřice nad Olší, FK Český Těšín a TJ Sokol Nýdek.
V neděli 30. března 2008 se po 11 letech postavil do branky v soutěžním utkání (Přebor Moravskoslezského kraje), když ho trenér Bystřice nad Olší Dušan Zbončák přiměl zaskočit za zraněného Milana Cymorka. Bystřice nad Olší porazila Český Těšín poměrem 2:1.

### Ligová bilance
| Ročník                          | Zápasy | Góly | Minuty | Nuly | Klub                |
| ------------------------------- | ------ | ---- | ------ | ---- | ------------------- |
| II. liga 1985/86                | 4      | 0    | –      | –    | TJ TŽ Třinec        |
| II. liga 1985/86                | 8      | 0    | 720    | –    | TJ VP Frýdek-Místek |
| II. liga 1986/87                | 17     | 0    | 1 530  | –    | TJ VP Frýdek-Místek |
| II. liga 1987/88                | 28     | 0    | 2 620  | 10   | TJ VP Frýdek-Místek |
| II. liga 1988/89                | 29     | 0    | 2 710  | –    | TJ VP Frýdek-Místek |
| CELKEM II. ČS. LIGA (1985–1989) | 86     | 0    | –      | –    |                     |

## Trenérská kariéra
Po skončení hráčské kariéry se stal trenérem. Na podzim 1998 vedl A-mužstvo Třince ve dvou druholigových zápasech (14. a 15. kolo), působil zde také v sezonách 2001/02 a 2002/03 v Moravskoslezské fotbalové lize. Vedl různá mládežnická mužstva Třince, působil také v Baníku Ostrava (2005–2007).